# Berbecel
Berbecel este un soi românesc de struguri asemănător cu Rieslingul, dar cu boabele grupate pe ciorchini mai mici. Fiind foarte dulci, încep să se coacă la sfârșitul lunii iulie. Sunt folosiți pentru vin, dar și pentru consumul ca atare. Erau cultivați în anii 1950-1970 în vii particulare plantate la începutul anilor 1900 pe dealurile de la marginea Câmpiei Boianului din Drăgănești-Olt.